# Kaxås

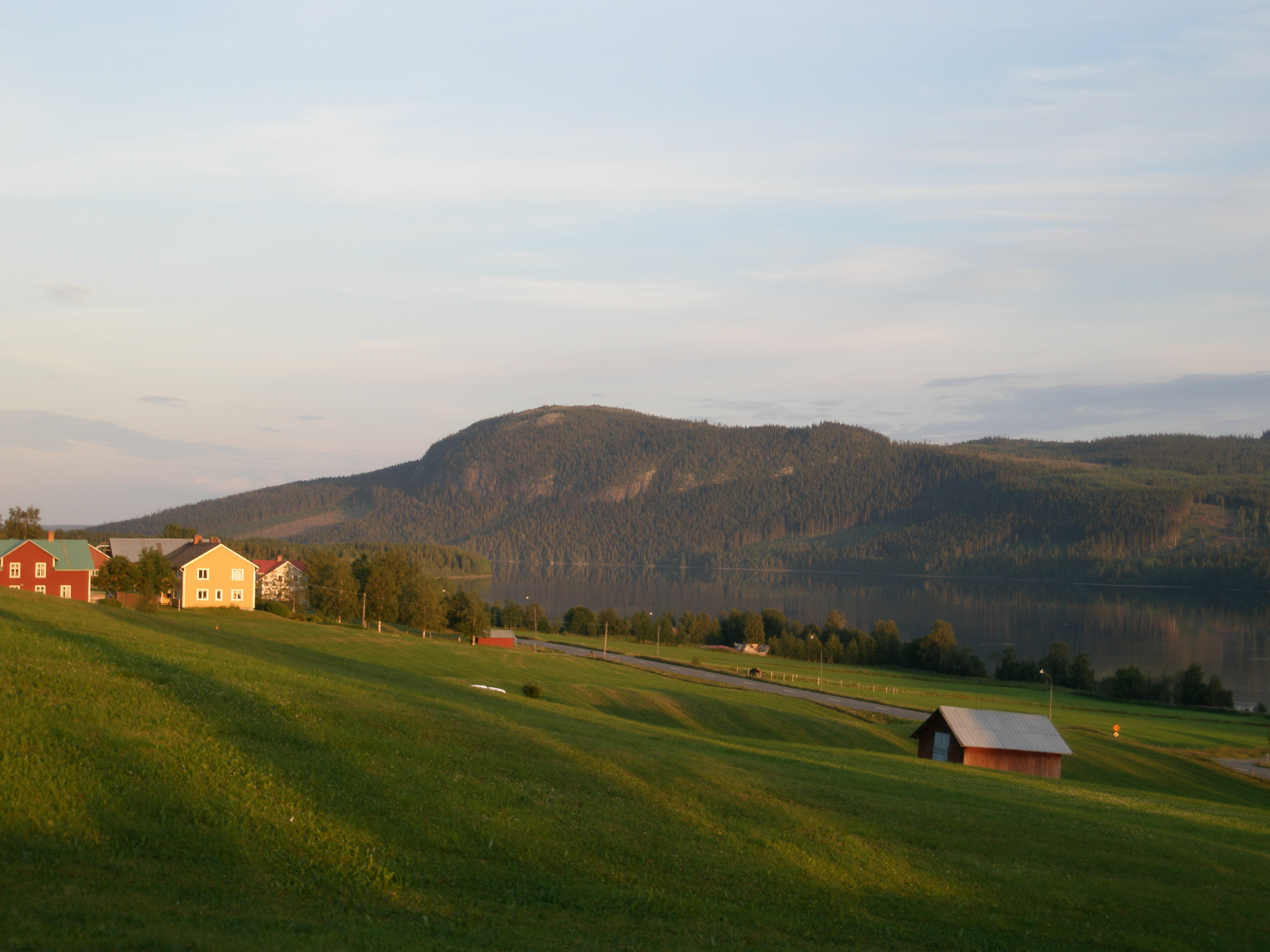
Vy mot Hällberget

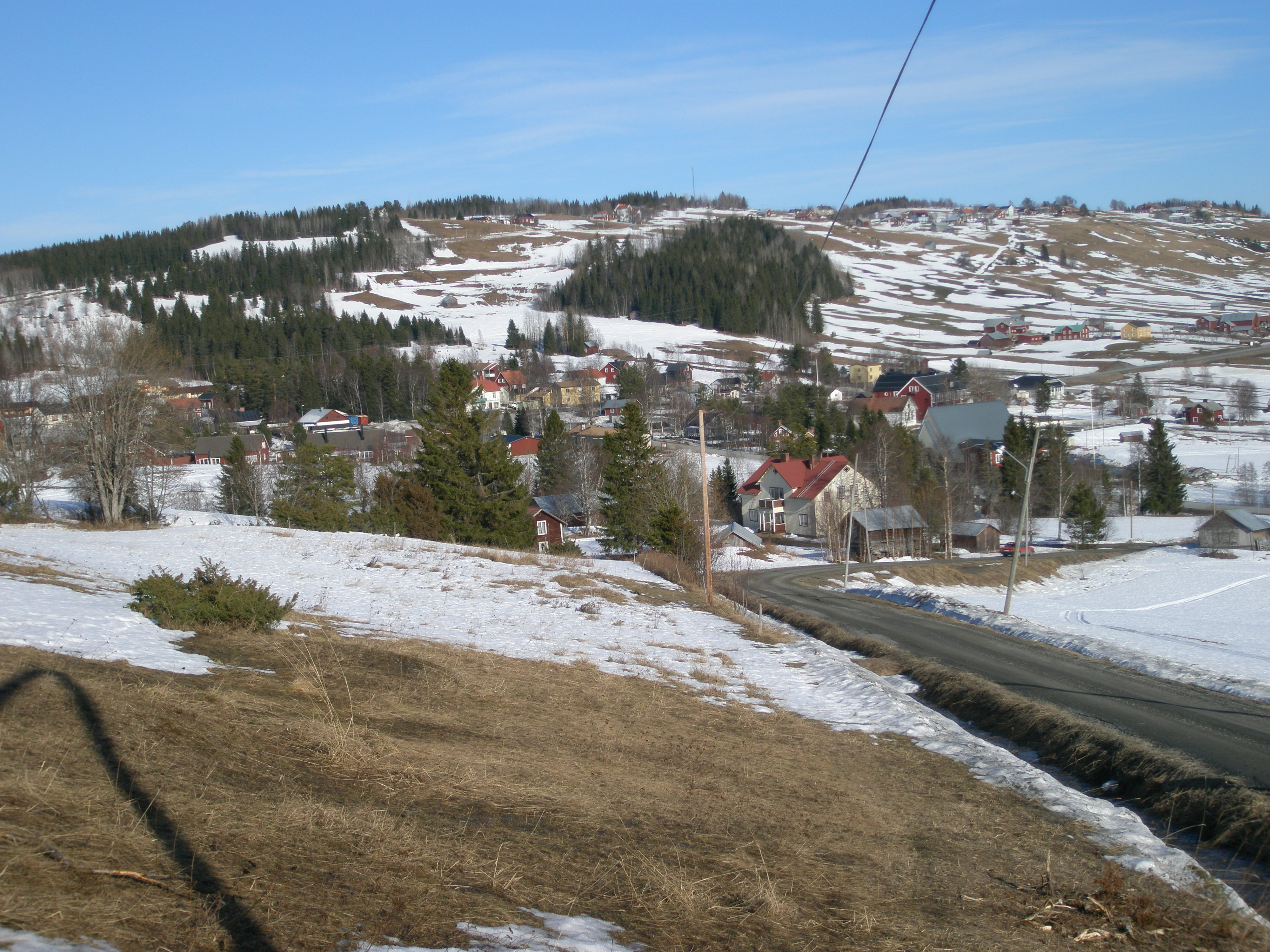
Kaxås sett från Åflo

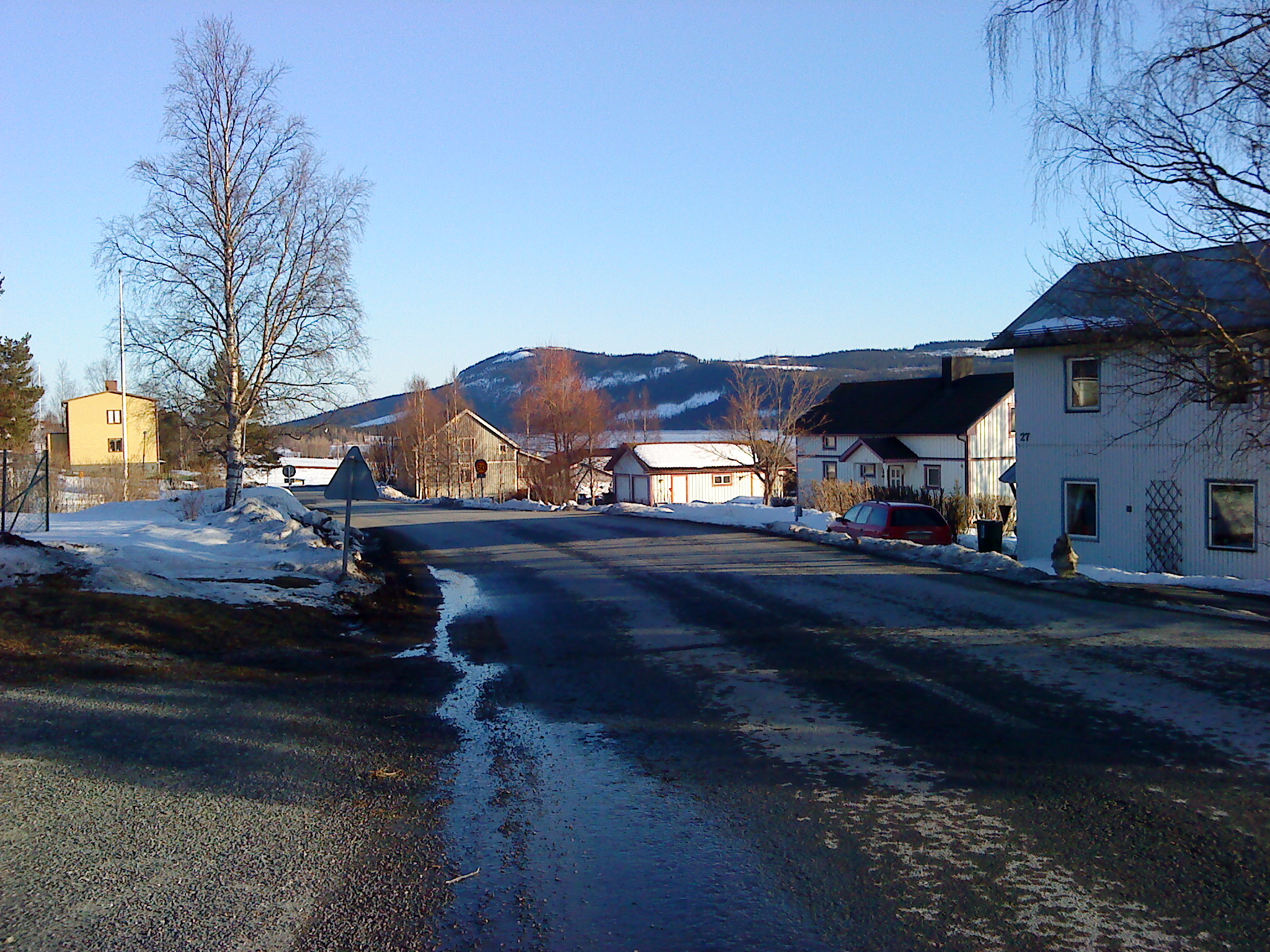
Kaxås

Kaxås (jämtska: Kax'n) är en tätort (före 2023 småort) i Krokoms kommun i Jämtlands län. Kaxås ligger i Offerdals socken, omkring 40 kilometer nordväst om Krokom. Byn är belägen vid Hällsjön med utsikt mot Hällberget. Den består av bebyggelse kring Åflo-, Kax- och Önetbackarna. 

## Historik
En 8.000 år gammal spjutspets hittades vid Trolltjärnen 1881, på gränsen till Åflo (Offerdalsspetsen). Byn har haft en bofast befolkning sedan runt år 1000. På sluttningarna ner mot Hällsjön odlades jorden upp. I mitten på 1300-talet drabbades socknen hårt av digerdöden. Enligt sägen bosatte sig en man vid namn Sjul i byn. 
Byn omnämns första gången 1472, då Erik och Niklis j kaxaas omtalas. Kaxås var en av de stora jordbruksbyarna i Offerdal. På 1500-talet var Kaxås, med åtta bondgårdar, Offerdals största by. Ett stort antal lador på Kaxbackens sluttningar vittnar om jordbruksnäringens historiska betydelse. Ladriket i Kaxås är en del av det kulturhistoriska riksobjektet Offerdalsbygden. Laga skifte ägde rum i Kaxås 1834. Runt byn ligger Hällängsbodarna, Svedbodarna, Andersbodarna och JakobPers-bodarna och andra fäbodar.
Under 1800- och 1900-talen växte Kaxås och blev en centralort i västra Offerdal. År 1854 fick bonden Olof Sundqvist tillstånd av sockenstämman att öppna byns första lanthandel. Året därefter fick han även tillstånd att sälja apoteksvaror i socknen. Sedermera öppnade sonen Per Sundqvist en lanthandel i grannbyn Änge och sonen Erik Sundqvist en spannmålsbank i Hällänge. Under de följande åren inrättades flera nya affärer i Kaxås, Önet och Åflo och i mitten på 1880-talet fanns 15 lanthandlare i Offerdals socken. År 1920 öppnade konsumentkooperationen en butik i Kaxås, vilken stängdes 1977. Av de tre affärer som fanns i Kaxås på 1960-talet, finns i dag bara en kvar. 
I början på 1900-talet byggdes ett tegelbruk vid Trolltjärnen och ett mejeri vid Mattisbäcken på gränsen till Åflo. I mitten på 1900-talet växte en villabebyggelse fram i ortens centrum, i anslutning till affärerna, postkontoret, bensinstationerna och Kaxås skola. I takt med att landsvägsnätet förbättrades, började Olle Sundqvists bussbolag trafikera sträckan Östersund-Kaxås-Frankrikegården. År 1920 öppnade dans-, bio- och samlingslokalen Centralen Kaxås. År 1939 byggdes Kaxås Hembageri av bagerskan Kristina Reppe. Kafé och gästgiveri fanns under första delen av 1900-talet. Postkontor och bankfilialer fanns i byn fram till 1970-talet.

### Befolkningsutveckling
| Befolkningsutvecklingen i Kaxås 1960–2024                        | Befolkningsutvecklingen i Kaxås 1960–2024 | Befolkningsutvecklingen i Kaxås 1960–2024 | Befolkningsutvecklingen i Kaxås 1960–2024 | Befolkningsutvecklingen i Kaxås 1960–2024 |
| ---------------------------------------------------------------- | ----------------------------------------- | ----------------------------------------- | ----------------------------------------- | ----------------------------------------- |
|                                                                  |                                           |                                           |                                           |                                           |
| År                                                               |                                           |                                           | Folkmängd                                 | Areal (ha)                                |
| 1960                                                             | 1960                                      |                                           | 177                                       | ¤                                         |
| 1990                                                             | 1990                                      |                                           | 144                                       | 18#                                       |
| 1995                                                             | 1995                                      |                                           | 137                                       | 19#                                       |
| 2000                                                             | 2000                                      |                                           | 137                                       | 19#                                       |
| 2005                                                             | 2005                                      |                                           | 124                                       | 20#                                       |
| 2010                                                             | 2010                                      |                                           | 109                                       | 20#                                       |
| 2015                                                             | 2015                                      |                                           | 117                                       | 38#                                       |
| Anm.: ¤ Som tätortsbebyggelse med 150-199 invånare # Som småort. |                                           |                                           |                                           |                                           |

## Näringsliv
Kaxåsbygdens näringsliv domineras fortfarande av jordbruk och i viss mån skogsbruk, med ett tiotal jordbruk i drift. 
Servicenäringarna har minskat i omfattning i takt med att befolkningen minskat, men byn har behållit sin ställning som centrum för västra Offerdal. I Kaxås finns i dag ett antal småföretag, bland annat en livsmedelsaffär, en bensinstation, två bagerier, smedja, elfirma samr taxrörelse. Kaxås byalag driver byns campingplats i Åflohammar.
Söndagen den 20 januari 2013 uppmärksammades byns livsmedelsaffär ICA Ladan Så den på sin facebooksida välkomnade nyanlända flyktingar från Syrien till bygden Offerdal med löfte om nya varor i sortimentet.
I Kaxås möts länsväg Z 677 mellan Tulleråsen och Rönnöfors och länsväg Z 671 mot Bleckåsen.

## Kulturliv

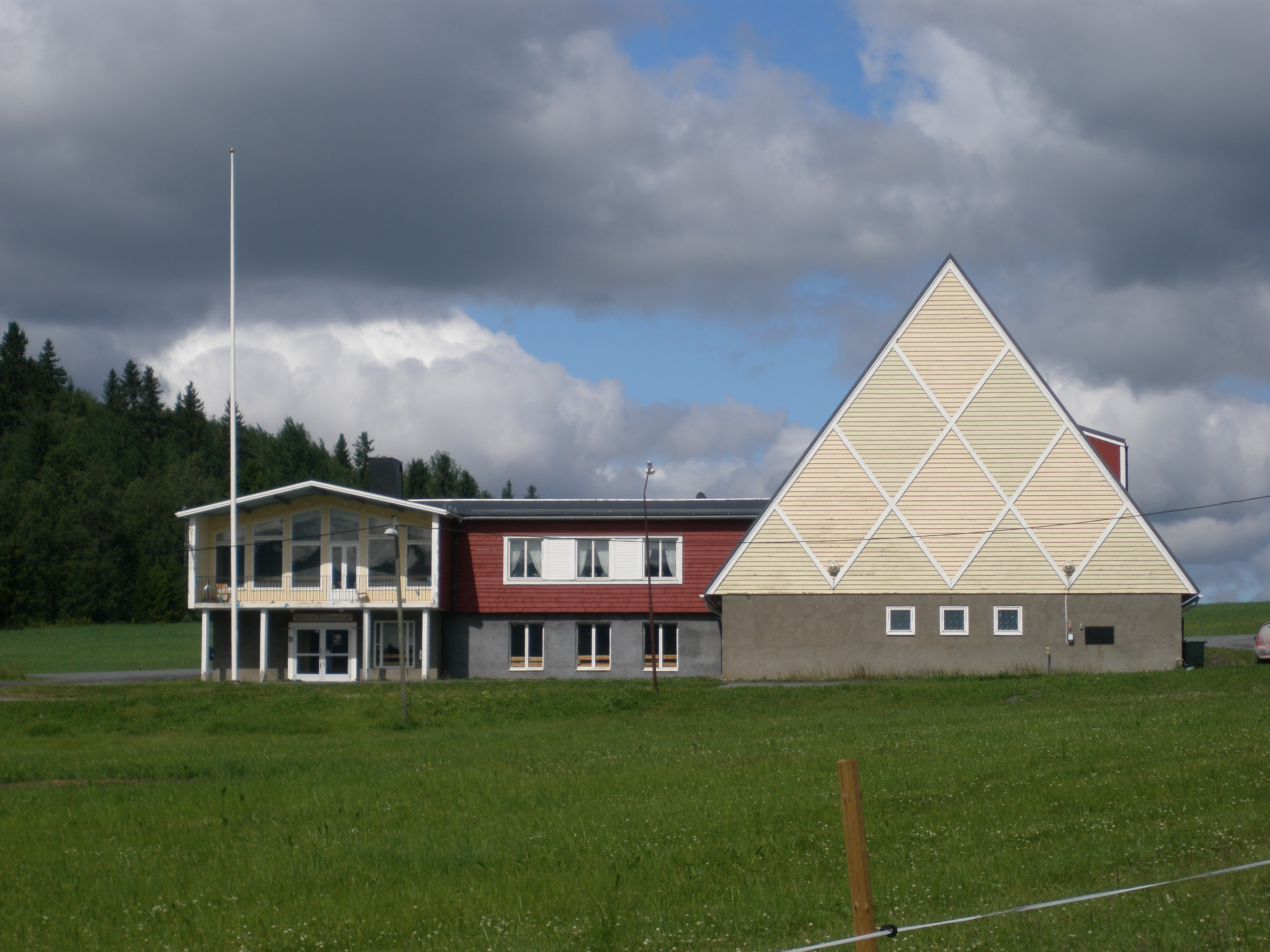
Kaxås bygdegård

Kaxås Bygdegård byggdes på 1950-talet och har under årens lopp spelat en central roll i bygdens kulturliv. I Kaxås finns även folkparken Svea Park, som drivs av bygdegårdsföreningen. 
Närradiostationen Radio Krokom har från 2004 sändningar från Kaxås. Radio Krokom drivs av Krokomsbygdens kulturella radioförening.
Kaxås baptistförsamling, Kaxås Betania, bildades år 1910. Det första dopet hölls i Hällsjön redan 1909. Baptistkapellet är beläget i centrala Kaxås. 
År 1883 bildades IOGT-logen 374 Dahlia i Kaxås.

## "Projekt Kaxås"
Staden har avfolkats sedan 1960-talet, och när byskolan skulle läggas ner 2019 tog Dan Olofsson, med rötter i Kaxås, initiativ till "Projekt Kaxås", där han initialt försökte hjälpa till att finansiera skolan, något som avböjdes av kommunen då det inte var möjligt att ta emot sponsorpengar.
Olofsson grundade istället ett fastighetsbolag och köpte upp mark i byn för att bygga bostäder. Som följd av detta har byns invånare växt från 100 till 260 mellan 2019-2024, varav 60 barn, främst från storstadsregioner i Sverige eller andra europeiska länder. Enligt Ulrika Åkerlund, doktor i kulturgeografi på Karlstads universitet, visar detta på vikten av att behålla grundläggande service, såsom skolor och kollektivtrafik, som verktyg för att motverka avfolkning.

## Kända personer med anknytning till Kaxås
- Kjell-Erik Eriksson, fiolspelman
- Dan Olofsson, grundare av Sigma AB
- Maths O Sundqvist, affärsman